# Lütt un Lütt
Lütt un Lütt (Plattdeutsch für ‚klein und klein‘) ist ein norddeutsches Getränk, bei dem die beiden Komponenten Köm und Bier während des Trinkvorgangs miteinander vermischt werden.

## Herkunft und Verbreitung
Lütt un Lütt, ein kleiner Kümmel und ein kleines Bier, wird in zwei kleinen Gläsern, die sonst in Gaststätten keine Verwendung finden, ausgeschenkt, und zwar 10 cl Bier und 1 cl Kümmel.
Das Getränk hat vermutlich seinen Ursprung im Hamburger Hafen und  war ein beliebter Schluck zum Schichtende der Hafenarbeiter. Jede Kneipe am Hafen, aber auch fast alle im übrigen Stadtgebiet, boten Lütt un Lütt an. Der Preis lag seinerzeit immer unter dem eines normalen Glases Bier. Varianten gibt es unter ähnlichem Namen auch in anderen Städten. Statt Köm (Kümmel) wird in der Regel dann aber Kornbranntwein ausgeschenkt. In Norddeutschland werden heutzutage bei der Bestellung „Lütt un Lütt“ aber oft ein kleines Bier (0,2 oder 0,3 Liter Pils) und ein Korn (2 cl, 32 Vol.-% Alkohol) serviert und dann getrennt getrunken.

## Trinkweise

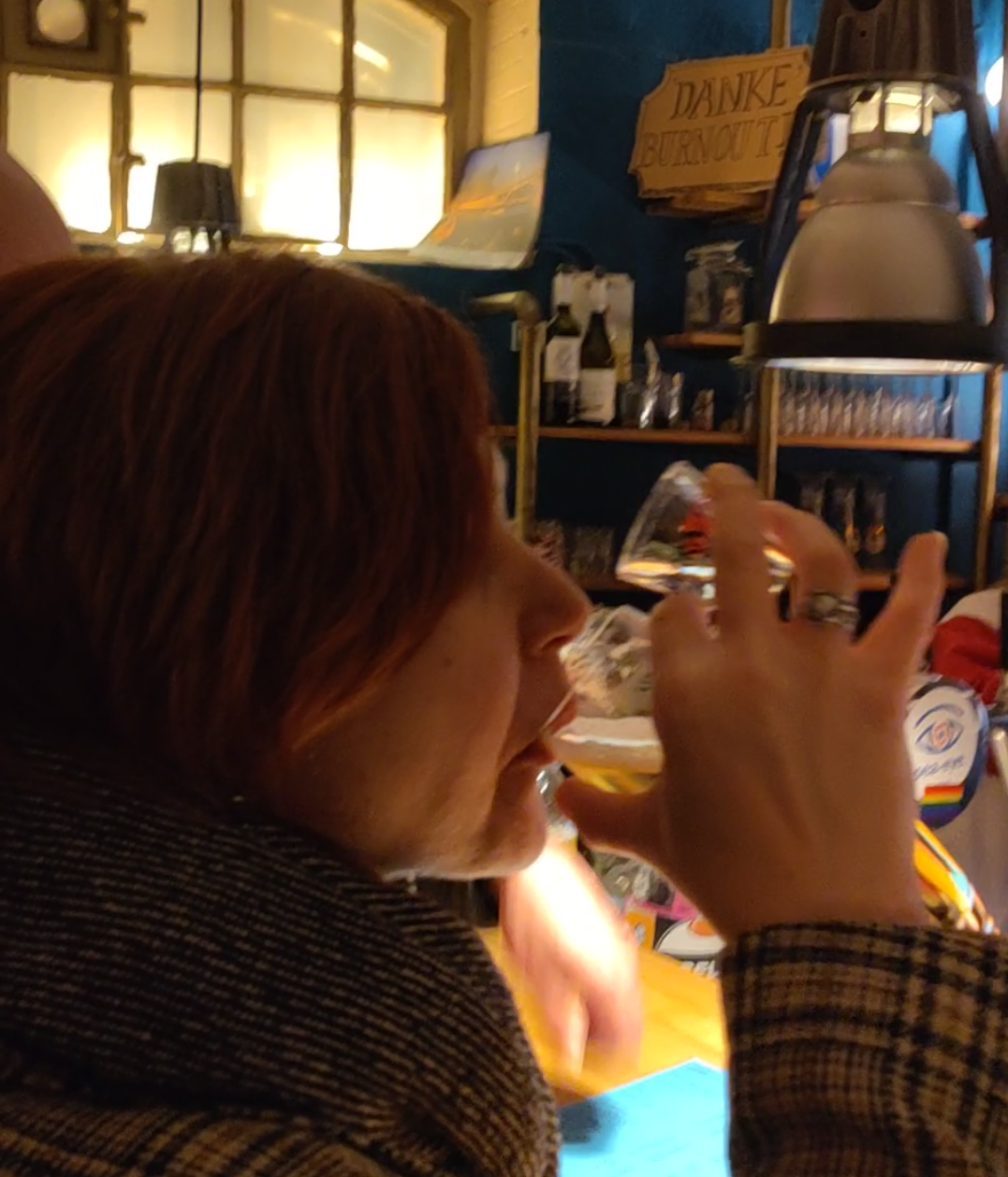
Lütt un Lütt Trinkweise

Lütt un Lütt wird mit einer Hand aus den beiden Gläsern gleichzeitig getrunken – ähnlich wie Lüttje Lage. Das kleine Bierglas wird mit dem Daumen und dem kleinen Finger gehalten. Das kleine Schnapsglas wird mit dem Mittel- und dem Ringfinger so über dem Bierglas gehalten, dass beim Trinken der Korn zuerst in das Bier und damit zusammen dann in den Mund läuft.